# Porfiriat
1876–1911
Entités précédentes :
- États-Unis mexicains

Entités suivantes :
- États-Unis mexicains

Le Porfiriat, ou Porfiriato en espagnol, est la période de l'histoire du Mexique marquée par le régime autoritaire de Porfirio Díaz. Elle s'étend de 1876 à 1911.

## Période antérieure
À la suite du décès en fonctions du président Benito Juárez le 18 juillet 1872, lui succède, le jour suivant, le président de la Cour suprême : Sebastián Lerdo de Tejada. En 1876, malgré l'instabilité politique, le gouvernement procéda comme il le devait aux élections présidentielles. Comme l'on s'y attendait, Sebastían Lerdo de Tejada fut réélu, à une très courte majorité, et ce, malgré le recours à la fraude la plus maladroite, raison pour laquelle le président de la Cour suprême, José María Iglesias, publia une proclamation dans laquelle il ne reconnaissait pas Lerdo en tant que président de la République. Iglesias se déclara lui-même président et partit à Guanajuato pour y établir son gouvernement.
Le principal foyer de rébellion se trouvait alors au Tamaulipas sous les ordres directs de Porfirio Díaz. Après une série de combats désastreux pour lui et ses troupes, Díaz dut fuir à la Nouvelle-Orléans mais, très vite, il regagna par voie maritime le port de Veracruz. Les troupes fédérales placées sous les ordres du général Ignacio R. Alatorre (es) furent finalement vaincues par la cavalerie de Manuel González, partisan et ami de Díaz.
Lerdo abandonna la présidence du pays le 20 novembre et partit vivre à New-York, ville où il finit ses jours en 1889.
À la suite du départ de Lerdo de Tejada, José María Iglesias est nommé président de la République, pour une période qui va du 31 octobre au 28 novembre 1876. Mais Díaz apprenant qu'Iglesias ne reconnaissait et donc n'adhérait pas au Plan de Tuxtepec (es), se souleva contre lui, et après quelques simulacres de combat , Iglesias abandonna sa charge et s'en fut en exil à San Francisco. Le 11 décembre 1876, Juan N. Méndez entra en fonction en tant que président intérimaire. A la fin de l'exercice de Juan N. Méndez, Porfirio Díaz entra en fonctions le 26 novembre 1876.
Il fit modifier la Constitution de 1857 en y inscrivant le principe de la non-réélection présidentielle immédiatement après un mandat. À la fin de son premier mandat (1877-1880), il céda le siège présidentiel à son ami Manuel González pour la période 1880-1884. Il gouverna ensuite sans interruption jusqu'en 1911.

## Le régime

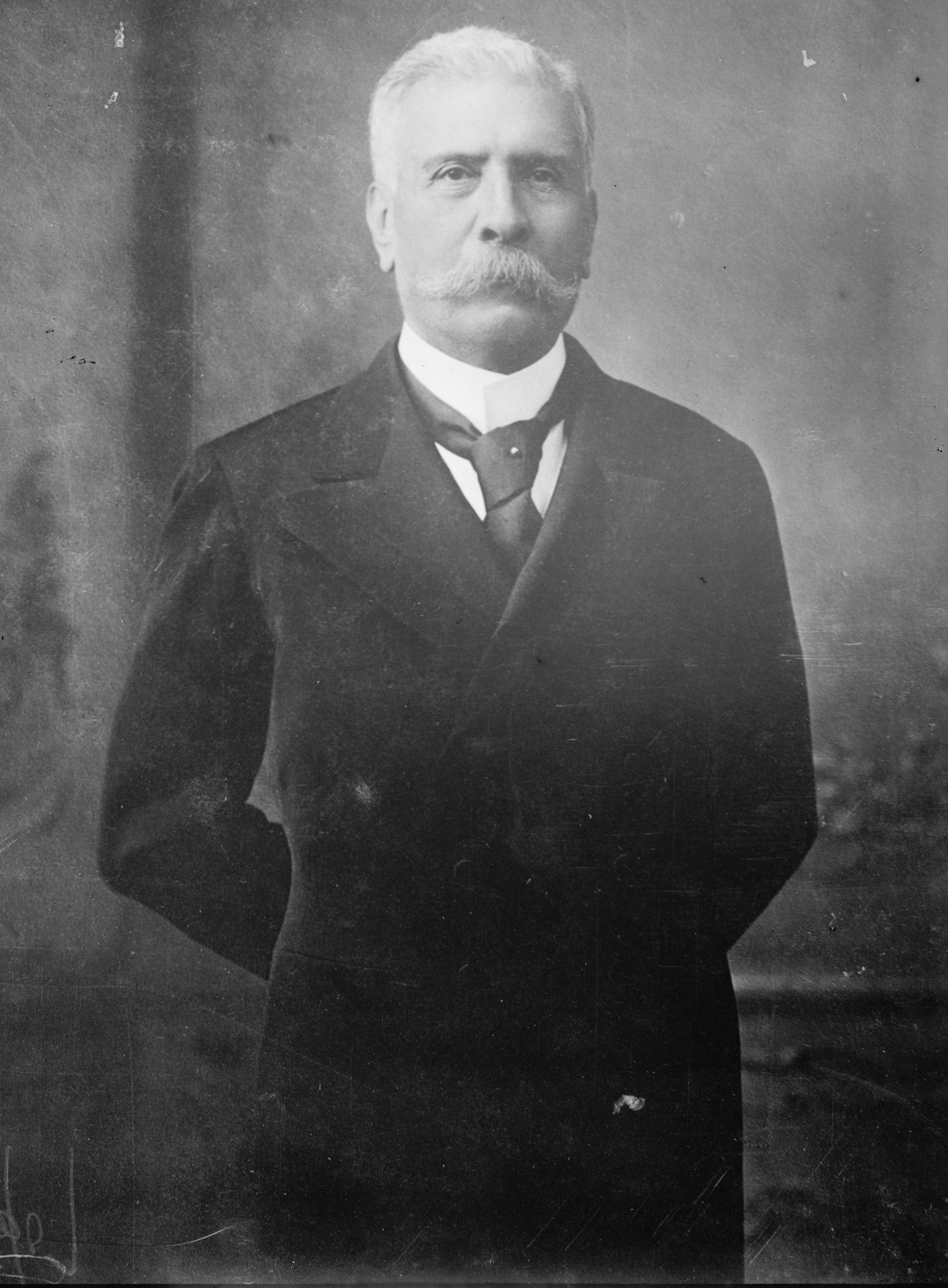
Le président Porfirio Díaz en 1903, en costume civil.

La Constitution de 1857 donne au président de la République des pouvoirs très étendus, ce dont Díaz tire profit. Il entreprend de moderniser le Mexique au nom du positivisme grâce aux científicos, un groupe d’intellectuels qui vont le conseiller au cours des deux dernières décennies de son règne (1892-1911).
La presse, aux mains de groupes privés, est contrôlée et corrompue, mais il y tolère certaines critiques ou même les suscite surtout lorsqu'elles sont dirigées contre des politiciens ou militaires trop puissants ou qui pourraient le gêner, même s'il s'agit de ses proches. Tous les gouverneurs et fonctionnaires importants sont nommés par lui ou avec au moins son aval. Les pouvoirs législatif, exécutif et judiciaire lui sont entièrement subordonnés.
Il maintient les Lois de Réforme et contrôle l'Église catholique autrefois propriétaire de la moitié du territoire mexicain a laquelle la Ley Lerdo (es) a confisqué les terres au profit de l'État, qui les a revendues aux grands propriétaires terriens, tout en lui laissant une certaine liberté.
Pour la première fois de l'histoire du pays le banditisme a quasiment disparu, les ex-bandits sont devenus, pour certains d'entre eux, des membres du Cuerpo de Policía Rural (es) créé en 1861 par Benito Juárez.
Il use de l'article 28 de la loi publiée le 25 janvier 1862 par le gouvernement de Benito Juárez et cosignée par Manuel Doblado (es), qui permet d'abattre un détenu en fuite. Cette loi fit plus des 10000 victimes dont la majorité sont des délinquants de droit commun issus du monde rural. Cette loi sera rétablie le 28 août  1916 pour réprimer les instigateurs de la grève générale qui eut lieu du 31 juillet au 2 août 1916 à Mexico par le gouvernement constitutionnaliste de Venustiano Carranza,.

## Festivités du centenaire du début de la guerre d'indépendance
En septembre 1910, pour célébrer le centenaire du Grito de Dolores et l'anniversaire de Porfirio Díaz (es), les autorités organisent de grandes festivités, durant lesquelles sont inaugurés, notamment, l'Hemiciclo a Juárez (es) et le monument à l'Indépendance (Ángel de la Independencia).
Les notables du régime et les représentants des nations avec lesquelles le gouvernement porfiriste a établi des relations diplomatiques, notamment ceux des États-Unis y sont invités.
Pour l'occasion le centre historique et la Cathédrale métropolitaine de Mexico sont éclairés à l'électricité, ce qui constituait alors une prouesse technique.
Durant les festivités qui ont lieu le 11 et 12 septembre les 10000 invités boivent entre autres 50 caisses de Champagne.

## La politique économique

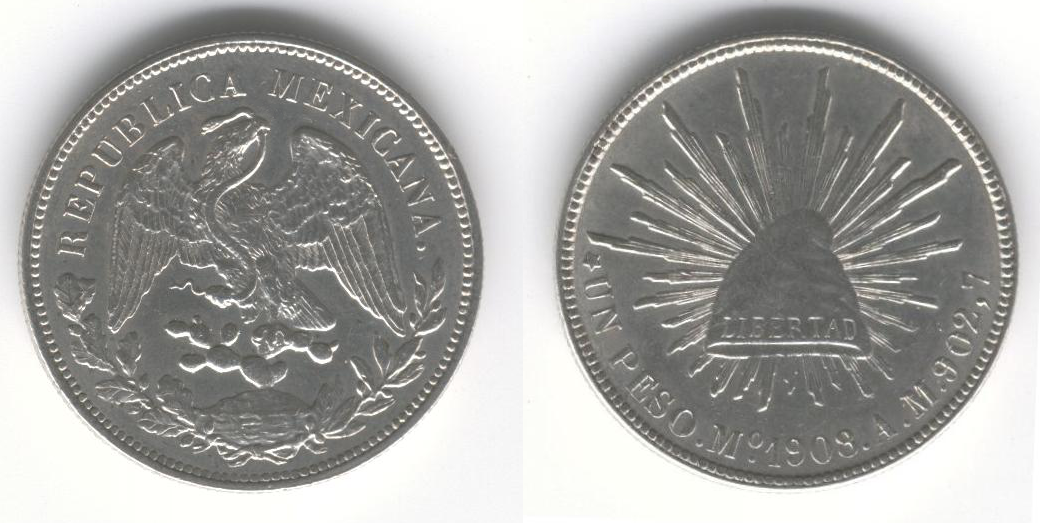
Pièce d'un peso en argent, datant de 1908.

Articles détaillés : Economía del Porfiriato (es) - Tecnología en el Porfiriato (es)
Díaz hérite d'un pays exsangue, qui a connu depuis 1810, une guerre d'indépendance, une tentative de reconquête par les Espagnols, deux empires, plusieurs interventions étrangères, des guerres civiles et la perte de la moitié de son territoire. La plus grande partie de la population vit dans les campagnes, la grande majorité d'entre elle est illettrée.
Sous sa présidence, le Mexique connaît un important développement économique et commercial.
Le capital national étant insuffisant, les investisseurs étrangers ont la prépondérance dans les infrastructures (chemins de fer, ports, télégraphes et téléphones), les mines, le pétrole, le textile, les plantations, l'industrie.
Le système porfirien n'a pas résolu les inégalités de développement inhérentes au pays, ce qui provoque des tensions : inégalités de secteur (les exportations de produits miniers et de matières premières se développent considérablement, alors que les produits alimentaires et de consommation courante se font plus rares) et inégalités entre les régions.
À la suite de sécheresses récurrentes qui affectent les récoltes, la production de maïs passe de 2,5 millions en 1877 à 2 millions en 1910 alors que la population a augmenté.
La grande propriété fait des progrès considérables, à la fin de la présidence de Díaz, 57 % % du territoire national appartiennent 11000 propriétaires, 95 % des habitants des campagnes ne sont pas propriétaires  de terres.
Le salaire de l'ouvrier rural peut descendre à 20 ou 25 centavos par jour dans les cas extrêmes, et 10 ou 15 centavos pour les femmes et les enfants.[réf. nécessaire]
Une étude médicale menée par le psychiatre Julio Guerrero dans son livre La génesis del crímen en México publié en 1901 explique le faible usage des « jaboneras » (« bains publics »  faible  par les classes les plus pauvres par le fait que cela  absorberait 25 % de leurs revenus, pour pallier cela le gouvernement a mis en place des bains publics gratuits.

Le taux d'analphabétisme est de 74 % en 1910 . Il était de 82,1 % en 1895.
À ces difficultés s'ajoutent la crise de Wall Street de 1907 dont les répercussions sur l'économie mexicaine provoquent une vague de licenciements dans le secteur minier et des hausses des prix. Les grèves se font nombreuses et violentes  à partir de 1906 mais sont réprimées.
Les finances se rétablissent, malgré la baisse de près de 50 % du cours mondial de l'argent métal entre 1870 et 1905, une de ses principales exportations, et, à la fin du XIXe siècle, dès 1894, le ministre des finances José Yves Limantour obtient un budget public équilibré avec 43 millions de recettes et 41 millions de dépenses, en 1910 les recettes du gouvernement fédéral avaient atteint 110 millions, celles des États et des municipalités 64 millions. l'excédent total durant les seize dernières années de la présidence de Díaz fut de 136 millions  . Il peut aussi renégocier avantageusement la dette extérieure.
La dépendance de l'agriculture aux pluies, les problèmes de répartition des terres, le vieillissement des cadres politiques et militaires, les aspirations de nouvelles générations à accéder au pouvoir, l'augmentation de prix des aliments de base, la dévaluation de l'argent métal et la récession internationale des années 1907-1908 sont parmi les causes de la Révolution de 1910.